# Germering
Germering là một thị xã ở huyện Fürstenfeldbruck, trong bang Bayern, nước Đức. Đô thị Germering có diện tích 21,61 km², dân số thời điểm 31 tháng 12 năm 2006 là 36.956 người. Germering có cự ly khoảng 15 km về phía tây Munich. Ban nhạc Sportfreunde Stiller xuất thân từ đây.
Trong thời kỳ thế chiến 2, một trại phục của trại tập trung Dachau nằm ở đây.